# Сабо, Бенце
Бенце Сабо (венг. Bence Szabó; род. 13 июня 1962, Будапешт) — венгерский фехтовальщик на саблях, двукратный олимпийский чемпион (1988 и 1992) и двукратный серебряный призёр (1992 и 1996).

## Выступления на Олимпийских Играх
| Год  | Место проведения       | Дисциплина           | Место |
| ---- | ---------------------- | -------------------- | ----- |
| 1988 | Сеул, Республика Корея | Командная сабля      | 1     |
| 1992 | Барселона, Испания     | Индивидуальная сабля | 1     |
| 1992 | Барселона, Испания     | Командная сабля      | 2     |
| 1996 | Атланта, США           | Индивидуальная сабля | 17    |
| 1996 | Атланта, США           | Командная сабля      | 2     |